# Nomorhamphus
Os Peixes-agulhas do Gênero  Nomorhamphus eatão distribuidos no sudeste asiático, em particular nas Filipinas,indonésia e Sulawesi. Todos são ovovivíparos, produzindo cerca de 12 alevinos com 10 a 15 mm de comprimento . Fêmeas são mais largas que os machos.
Na maior parte das espécies,como Nomorhamphus liemi, as fêmeas possuem 10 cm de comprimento, enquanto os machos só atingem cerca de 6 a7 cms de comprimento. Machos são mais coloridos do que as fêmeas (frequentemente possuem vermelho ,preto , ou manchas azuis em suas nadadeiras ). Comparado com outros agulhas,seu "queixo" é relativamente curto, nas fêmeas, em particular a "agulha" mal vai além do comprimento da mandíbula superior.Os machos de algumas espécies (e.g., N. ebrardtii) tem uma curta e estreita agulha,mas outras espécies (e.g., N. liemi) possuem agulhas curtas viradas para baixo formando a algo parecido com um cavanhaque.
Nomorhamphus comem extensivamente pequenos insetos, na forma de larvas aquáticas ou como insetos voadores que tenham caído na superfície d`água. Eles são importantes predadores de insetos como mosquitos e assim desempenham um importante papel no controle da malária. Nomorhamphus tem também pouco valor como alimento, mas tem algum valor no aquarismo.

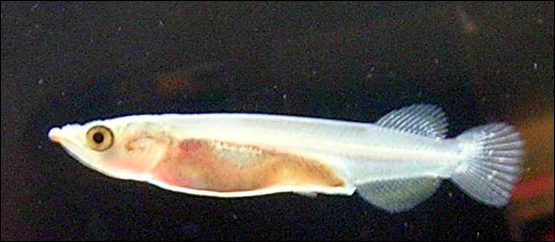
Um jovem Nomorhamphus com quase sete dias de idade e 18 mm de comprimento. Note que a agulha,proeminente em adultos, é inexistente nos alevinos.

## Reprodução
Nomorhamphus são peixes que praticam a fertilização interna. O macho é equipado com um gonopódio, nadadeira anal modificada que pode injetar esperma na fêmea. A gestação dura um período de quase seis semanas. O exato modo de reprodução varia desde a ovoviviparidade até a viviparidade, e é bem conhecido que em algumas espécies ocorre a oofagia. Apenas cerca de 10 ou 20 embriões se desenvolvem, mas ao nascerem são bastante grandes (cerca de 13 mm) e bem desenvolvidos, capazes de capturar pequenas presas, como Daphnia imediatamente após o nascimento.